# PBG Basket Poznań
Le PBG Basket Poznań est un club polonais de basket-ball issu de la ville de Poznań.

## Historique

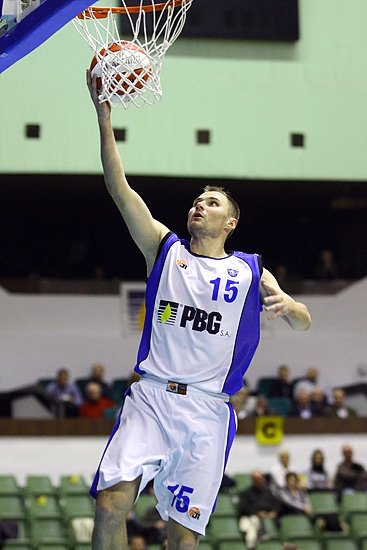
W. Szawarski

## Entraîneurs successifs
- Depuis 2009 :  Dejan Mijatović